# Euphorbia matritensis
Euphorbia matritensis es una especie de fanerógama perteneciente a la familia de las euforbiáceas. Es originaria de la península ibérica.

## Descripción
Es una planta perenne, multicaule, glabra o glabrescente, ligeramente glauca. Tallos de (15)20-50 cm, erecto-ascendentes, herbáceos, por excepción algo lignificados en la base, robustos, simples o ramificados desde la base –ocasionalmente intricado- ramosos–, a menudo con algunas ramas estériles basales y hasta con 15(12) ramas fértiles laterales laxa y regularmente foliosas. Hojas 7-25(45) x 2-5(8) mm, lanceoladas, elípticas o lineares, crasiúsculas, a veces manifiestamente reflejas, sésiles, por excepción cortamente pecioladas, enteras, redondeadas o truncadas en la base, agudas o subagudas, raramente apiculadas, las del tercio inferior caedizas. Pleocasio con (3)5-10 radios hasta de 70 mm, 1-3 veces bifurcados; brácteas pleocasiales ovado-lanceoladas o rómbico-elípticas, agudas, raramente apiculadas; brácteas dicasiales ovales, rómbicas o reniformes, agudas, levemente denticuladas en su mitad superior, libres. Ciatio de 2 mm, glabro, subsésil; nectarios apendiculados, verdoso-parduscos, con dos apéndices 0,4 mm corniculados. Fruto 3,4-3,8 x 3-3,6 mm, ovoideo, glabro, poco sulcado; cocas ligeramente aquilladas, lisas. Semillas 2,2-2,7 x 1,8-2,1 mm, ovoideas, foveoladas en grado variable, blanquecinas o ± pálidas; carúncula 1-0,8 x 0,5-0,7 mm, cónica, ligeramente estipitada, subterminal. Tiene un número de cromosomas de 2n = 72.

## Distribución y hábitat
Se encuentra en matorrales degradados, colinas pedregosas, márgenes de caminos y barbechos, en general es de lugares subnitrificados secos y áridos; indiferente al substrato; a una altitud de  200-900 metros en el centro y oeste de la península ibérica. 

## Taxonomía
Euphorbia matritensis fue descrita por Pierre Edmond Boissier y publicado en Centuria Euphorbiarum 35. 1860.
Etimología
Euphorbia: nombre genérico que deriva del médico griego del rey Juba II de Mauritania (52 a 50 a. C. - 23), Euphorbus, en su honor – o en alusión a su gran vientre –  ya que usaba médicamente Euphorbia resinifera. En 1753 Carlos Linneo asignó el nombre a todo el género.
matritensis: epíteto geográfico que alude a su localización en Madrid.
Sinonimia
- Tithymalus matritensis (Boiss.) Samp.[5]